# Goldener Brief
Der Goldene Brief ist ein handschriftliches Dokument aus Goldblech in birmanischer Sprache, das der birmanische König Alaungphaya am 7. Mai 1756 aufsetzen ließ und an den britischen König Georg II. nach London sandte. Das Schreiben wird heute in der Gottfried Wilhelm Leibniz Bibliothek (GWLB) in Hannover verwahrt. Im Oktober 2015 wurde der Goldene Brief in das UNESCO-Weltdokumentenerbe in Deutschland aufgenommen. Der Brief gilt als gemeinsames Erbe von Deutschland, Myanmar und des Vereinigten Königreichs.

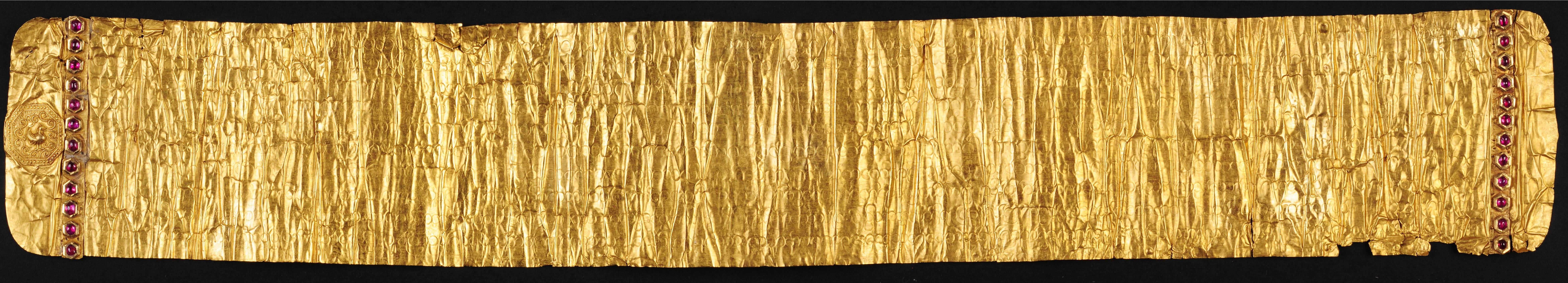
Der Goldene Brief: Links der mythische Vogel Hamsa, links und rechts die beiden Reihen mit Rubinen. Ebenfalls gut erkennbar rechts unten die Beschädigungen aus dem Jahr 1768.

## Geschichte

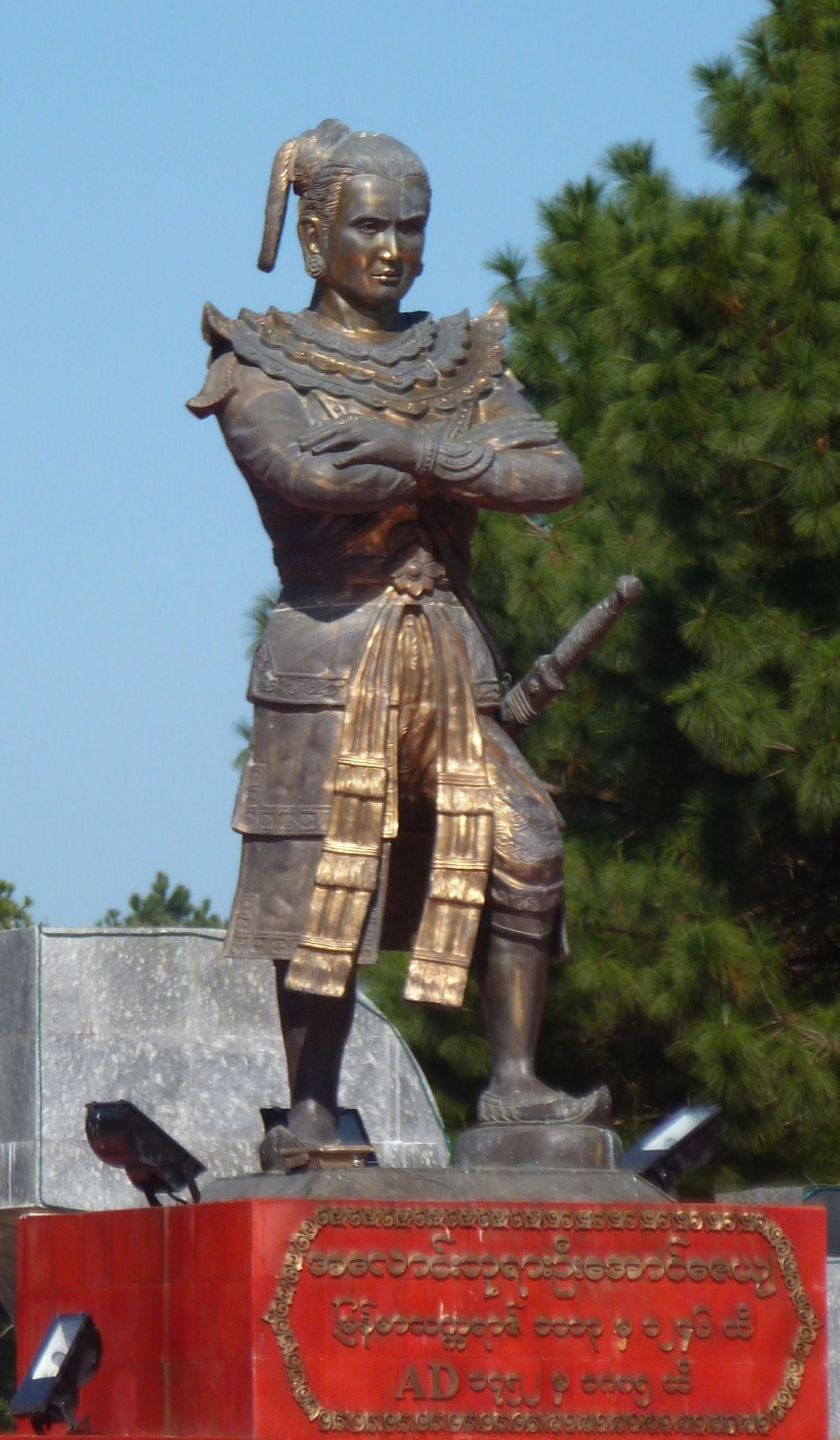
Absender des Goldenen Briefes:
König Alaungphaya von Birma

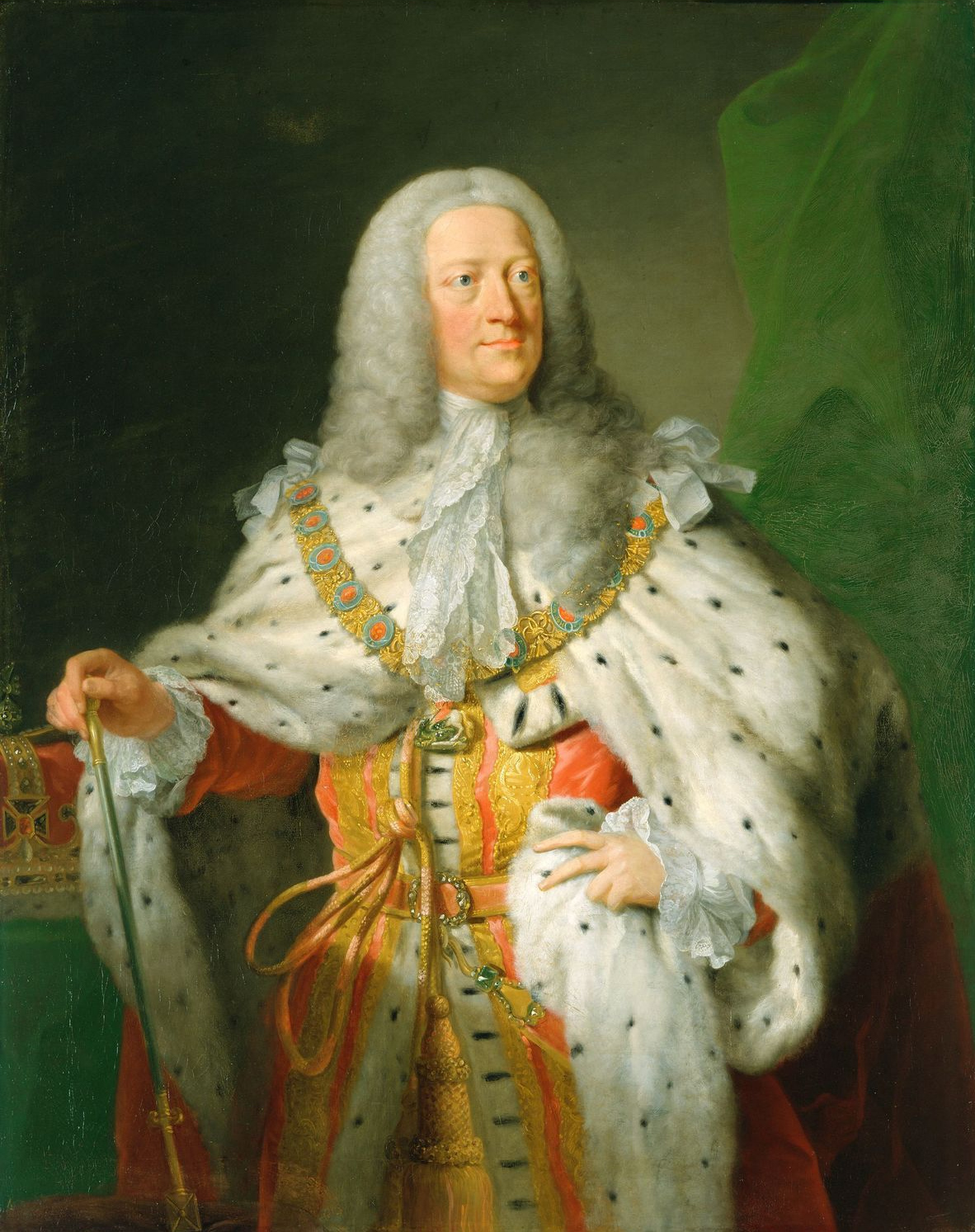
Empfänger des Goldenen Briefes:
König Georg II. von Großbritannien

König Alaungphaya von Birma war einer der einflussreichsten Herrscher seiner Zeit in Südostasien. In einer Zeit, als sich die im Jahre 1600 gegründete Britische Ostindien-Kompanie (East India Company, EIC) bereits über Indien hinaus etabliert hatte und ihren wirtschaftlichen und politischen Einfluss kontinuierlich ausbaute, ließ König Alaungphaya am „zehnten Tag des zunehmenden Mondes des [birmanischen] Monats Kason des Sakkaraj-Jahres 1118“, das war der 7. Mai 1756 gregorianischer Zeitrechnung, vier Briefe von seiner Kanzlei verfassen. Ein Brief – der goldene und damit wichtigste – war an den britischen König Georg II. gerichtet. Ein zweiter wandte sich an die Direktoren der Ostindien-Kompanie, der dritte an den britischen Präsidenten von Madras und der vierte an den Vorsteher auf der Insel Negrais im Flussdelta des Irrawaddy.
Um Missverständnisse oder Fehlinterpretationen des Inhalts der Briefe zu vermeiden, hatte der birmanische König alle Schreiben, die, je nach Empfänger, sowohl inhaltlich als auch in Stil und Diktion voneinander abwichen, bereits in Rangun übersetzen lassen und diese Übersetzungen zusammen mit den Originalen abgeschickt. Am Hauptsitz der Ostindien-Kompanie in London war deren Eingang protokolliert worden.
In dem Goldenen Brief bot Alaungphaya Georg II. an, die bereits seit langem existierenden Handelsbeziehungen zwischen beiden Ländern auszuweiten. Dies sollte unter anderem dadurch geschehen, dass die Ostindien-Kompanie in der an der Südwestküste Birmas gelegenen Hafenstadt Pathein einen befestigten Handelsstützpunkt errichten könne. Zum Zeitpunkt des Verfassens verfügte die EIC lediglich über einen unbedeutenden Stützpunkt auf der kleinen Insel Negrais. Dieser befand sich fernab der damaligen Handelsrouten, verfügte über keinerlei Infrastruktur und lag in einer klimatisch ungesunden Zone.
Dass sich der eine König direkt an den anderen wandte und ihm ein derartiges Angebot in Form eines kostbaren, kunstvoll hergestellten und verzierten Briefes aus Gold machte, zeugt von der Wertschätzung und der Bedeutung des Angebotes einerseits, aber auch von der Großzügigkeit der Geste andererseits; denn beide Seiten hätten davon profitiert: Der Schreiber hätte seine Reputation nach außen und seine Macht nach innen stärken können, der Empfänger hätte eine Niederlassung von wirtschaftsstrategischer Bedeutung gegen die Konkurrenz der Französischen Ostindienkompanie (Compagnie française des Indes orientales) erhalten.
Der Adressat des Briefes war der in Hannover geborene und aus dem Welfenhaus stammende Georg II., der in Personalunion sowohl König von Großbritannien als auch Kurfürst von Braunschweig-Lüneburg war. Der Brief wurde zunächst nach Madras gesandt, von wo aus er allerdings aufgrund verschiedener Verzögerungen beim Weitertransport erst im März 1758, also fast zwei Jahre nachdem er geschrieben und abgesandt worden war, in London ankam.
Eine Erklärung für diese fast zweijährige Verzögerung dürfte der Siebenjährige Krieg gewesen sein, der 1756, in dem Jahr, in dem der Brief geschrieben wurde, ausbrach und in den Großbritannien unmittelbar verwickelt war. König Alaungphaya hatte den Goldenen Brief an Georg II. zusammen mit einem weiteren Brief an die Direktoren der Ostindien-Kompanie geschickt. Beide Adressaten verstanden aber wohl weder Inhalt noch Bedeutung der Schreiben und sahen deshalb keine Notwendigkeit, auf diese Briefe in diplomatisch angemessener Weise zu reagieren. Vielmehr betrachtete man die Initiative des birmanischen Herrschers als Kuriosum und nicht als eine politisch ernst zu nehmende Initiative eines als nachrangig betrachteten Staatsoberhauptes. So erhielt der Absender nicht nur keine Antwort auf sein Angebot, sondern nicht einmal eine Benachrichtigung, dass sein Schreiben überhaupt angekommen war. Es ist bekannt, dass König Alaungphaya diese Missachtung seiner Person als schwere Beleidigung empfand.
Georg II. sandte den als kurios erachteten Brief umgehend an die Bibliothek in seiner Heimatstadt Hannover, wo er drei Wochen später ankam – allerdings mit einer falschen Beschreibung versehen. Die falsche Beschreibung stammte von Gerlach Adolph von Münchhausen, dem damaligen Privy Counsellor des Königs. Münchhausen beschrieb den Goldenen Brief in einer ministeriellen Zuweisung an den Hannoverschen Bibliothekar Christian Ludwig Scheidt als eine in „Indianisch“ (für Sanskrit) verfasste Freundschaftsnote eines indischen Prinzen von der Koromandelküste, dessen Religion es ihm verbiete, etwas Lebendiges zu verzehren und der Feuer anbete. Damit wurde das Schreiben archiviert. Dies führte schließlich dazu, dass der Goldene Brief in den kommenden 248 Jahren – bis auf ein Ereignis im Jahre 1768 – keinerlei Beachtung mehr fand. Am 11. Juni 1768 besuchte der dänische Prinz und spätere König Christian VII. auf seiner Kavalierstour Hannover, wo ihm der Brief gezeigt wurde. Durch Unachtsamkeit beschädigte er ihn jedoch. Diese Beschädigungen sind noch heute sichtbar. Danach geriet das Schreiben schließlich in Vergessenheit. 1867 übernahm Eduard Bodemann diese fehlerhafte Beschreibung wiederum ungeprüft für den von ihm erstellten Bibliothekskatalog der „Königlichen Bibliothek zu Hannover“ (heute Teil der Gottfried Wilhelm Leibniz Bibliothek) unter der Signatur „IV 571 a“.
Obwohl der Goldene Brief der Forschung immer bekannt gewesen war und sich Abschriften in verschiedenen Archiven befanden, war bis zu seiner „Wiederentdeckung“ im Jahre 2006 unbekannt, wo sich das Original befand, bzw. ob es überhaupt noch existierte. Erst nach dieser Entdeckung wurde das Schreiben übersetzt und seine wahre Bedeutung dadurch erst erkannt. Im Februar 2013 wurde der Goldene Brief auf Grundlage des Gesetzes zum Schutz deutschen Kulturgutes gegen Abwanderung deshalb in das Verzeichnis national wertvollen Kulturgutes aufgenommen.

### Beschreibung

#### Material

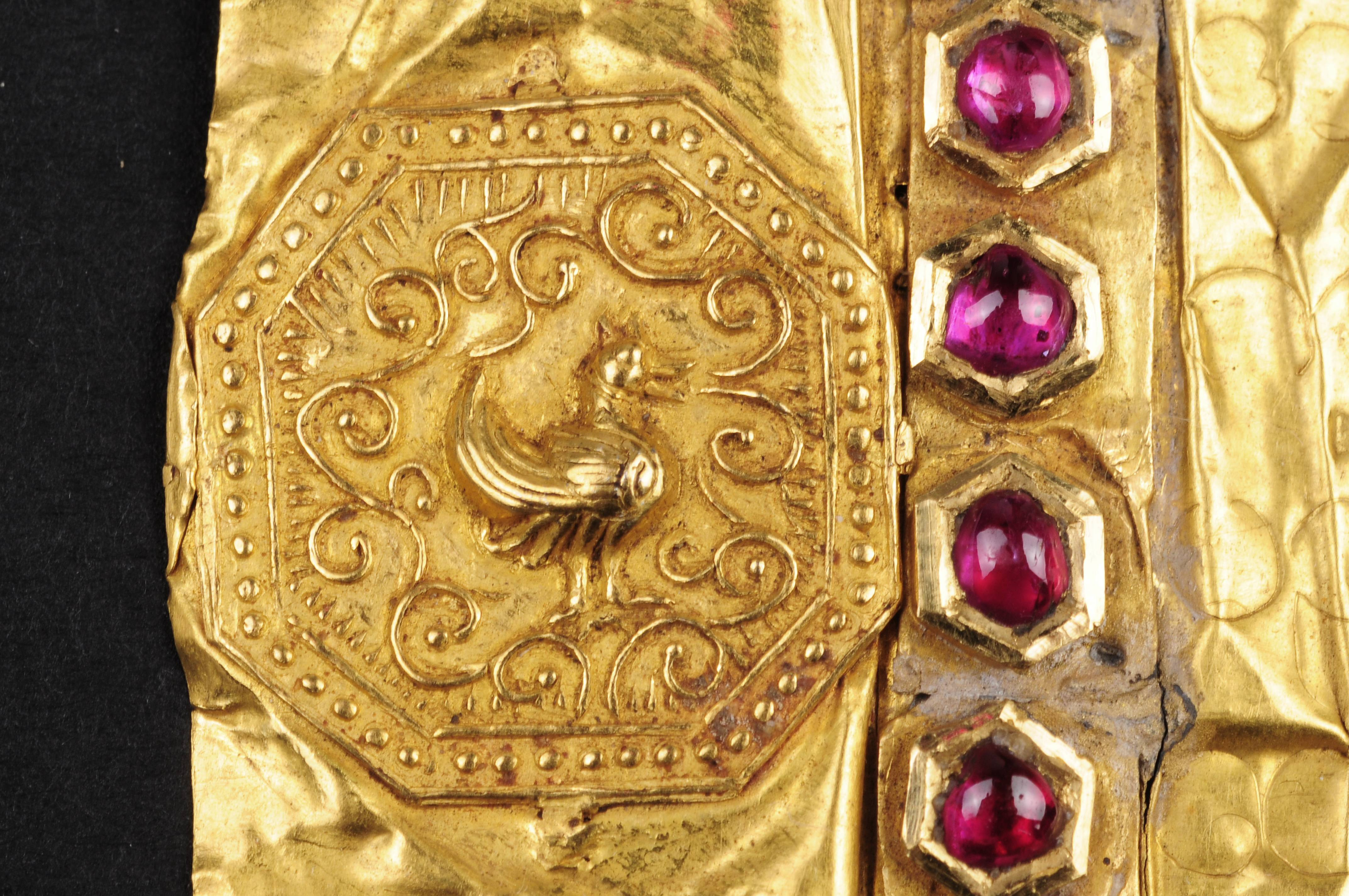
Der mythische Vogel Hamsa, Signet König Alaungphayas.

Der rechteckige Brief misst 54,7 × 8,5 cm und ist 0,2 mm dick. Das Gesamtgewicht, inklusive der 24 Rubine, beträgt 100 g. Eine vom Niedersächsischen Landesamt für Denkmalpflege durchgeführte Spektroskopie ergab einen Goldgehalt von 95,25 bis 98,69 %. Die 24 leicht eiförmigen Rubine stammen aus einer Mine im Gebiet der birmanischen Stadt Mogok. Jeder von ihnen wird durch eine sechseckige, 6 × 6 mm große Fassung aus Gold gehalten.

#### Verzierungen
Das dünne Goldblech wird auf der Textseite rechts und links von je einer Reihe mit zwölf senkrecht angeordneten Rubinen begrenzt. Am linken Rand befindet sich, links neben der Rubinreihe mittig angebracht, der kunstvoll getriebene mythische Vogel Hamsa als königliches Signet in einem achteckigen, reich verzierten Feld. Das Signet wurde auf den Brief aufgepresst.

#### Text
Der Brief auf Goldblech ist von links nach rechts laufend mit feinen birmanischen Schriftzeichen graviert und umfasst zehn gleich lange Zeilen.

#### Behältnisse

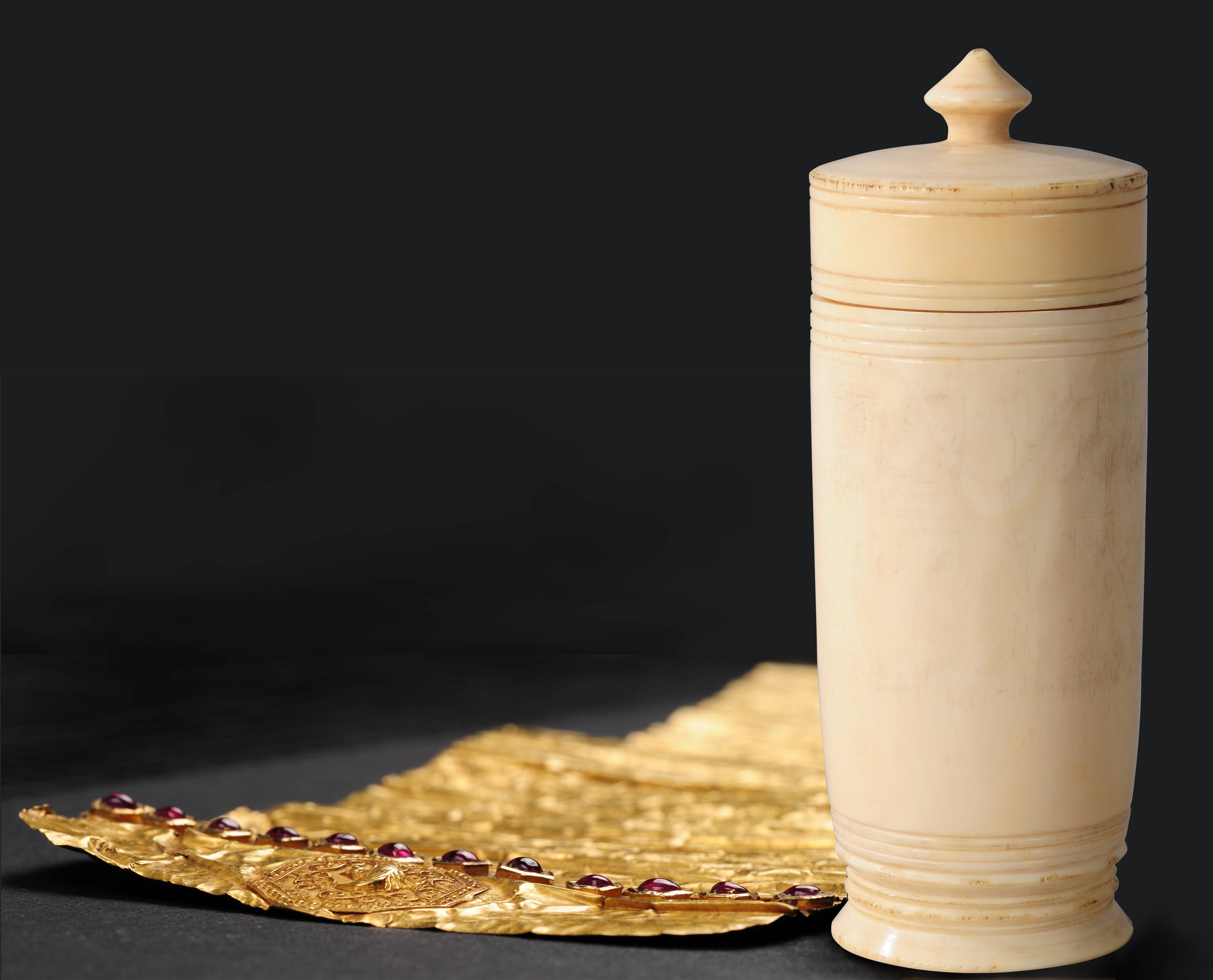
Das einzige erhaltene Transportbehältnis: Der ausgehöhlte und verzierte Stoßzahn eines Elefanten.

Die (Transport-)Verpackung des wertvollen Dokumentes war sowohl künstlerisch aufwendig und kostbar als auch robust für die lange Reise gewählt. Der Goldene Brief war ursprünglich aufgerollt in rotes Papier gewickelt und wurde dann in das zylindrische Elfenbeinbehältnis gesteckt. Dieses Deckelgefäß wurde aus einem extra dafür ausgehöhlten und verzierten Stoßzahn eines birmanischen Elefanten (Elephas maximus indicus) gefertigt. Von den Verzierungen ist heute nur noch wenig zu erkennen. Die Deckeldose wiederum steckte in einer Art Tasche aus Brokat. Dieses Behältnis befand sich seinerseits in einer Schatulle aus poliertem Holz, das mit rotem Harz bedeckt und mit Gold verziert war. Auf der Schatulle war ein Blatt Papier mit einem Text in Englisch befestigt. Schließlich wurden alle diese Behältnisse zum Schutz in eine weitere, robuste rote Tasche gesteckt und auf die Reise nach London geschickt. Außer dem Zylinder aus Elfenbein ist heute nichts mehr von den anderen Verpackungen erhalten.

### „Vergessen“ und Wiederentdeckung
Aufgrund der Eintragung im Bodemann-Katalog ist die Existenz des Briefes unter der Signatur „Ms IV 571a“ zwar innerhalb der Gottfried Wilhelm Leibniz Bibliothek und der Forschung immer bekannt gewesen, nicht zuletzt auch wegen einiger Abschriften in verschiedenen Archiven, aber aufgrund der falschen Beschreibung fand das Original selbst fast 250 Jahre lang keine Beachtung. Erst im Juli 2006 wandte sich Friedrich Hülsmann, Leiter der Abteilung Buch- und Bibliothekswesen der GWLB, an Jacques Leider, einen aus Luxemburg stammenden Historiker und Südostasien-Experten der Pariser École française d’Extrême-Orient, mit der Bitte, bei der Identifizierung des Schreibens behilflich zu sein. Bis zur Kontaktaufnahme war man in der Bibliothek aufgrund der falschen Katalogbeschreibung von einem Text in Sanskrit ausgegangen. Bereits bei der ersten Untersuchung stellte Leider fest, dass es sich um ein birmanisches Dokument handelte, dessen Bedeutung bis dahin vollkommen verkannt worden war.

### Forschungsobjekt
Jacques Leider erhielt 2007 von der GWLB den Auftrag, die Geschichte des Goldenen Briefes zu erforschen. Neben der Erforschung der Entstehungsgeschichte des Briefes sowie dessen „Schicksal“ in London und danach übersetzte Leider den Text auch neu und verglich dabei das Original des Briefes mit den Fassungen, die als Abschriften in Archiven, z. B. in Myanmar (dem früheren Birma), existieren. Seine Erkenntnisse veröffentlichte er 2009 in einem umfassenden Bericht (siehe unter „Literatur“). Im Jahre 2013 förderte das Auswärtige Amt im Rahmen seines Kulturerhalt-Programms die 3-D-Digitalisierung des Goldenen Briefes.

### Bedeutung
Die Wahl edler Materialien und deren kunstvolle handwerkliche Verarbeitung sind Indizien für die Bedeutung, die der Schreiber sowohl dem Inhalt des Goldenen Briefes als auch der politischen Position des Empfängers beimaß – wie auch seiner eigenen. Der Brief dürfte heute das weltweit einzig erhaltene Exemplar seiner Art sein. Dass England, in Person Georgs II., so desinteressiert an einer Zusammenarbeit mit Birma war, war auf die geopolitische Situation jener Zeit zurückzuführen: Seit 1756 befand sich England zusammen mit anderen europäischen Staaten in einer Allianz im Siebenjährigen Krieg und kämpfte wiederum auf verschiedenen Kontinenten gegen mehrere andere europäische Staaten, unter anderem auch in Nordamerika. Auch das Kurfürstentum Hannover war auf britischer Seite in diesen Konflikt verwickelt. Aufgrund der jahrelangen Auseinandersetzungen zog sich die East India Company gänzlich aus Birma zurück und zeigte keinerlei Interesse an einem Ausbau des Engagements dort. Dies führte schließlich, in Verbindung mit mehreren unbedachten politisch-militärischen Aktionen seitens der Engländer vor Ort, dazu, dass König Alaungphaya die Niederlassung auf der Insel Negrais im Irrawaddy-Delta zerstören ließ, was wiederum die Beziehungen zwischen beiden Ländern auf Jahrzehnte zerstörte.
Auch ermöglichte das Schreiben eine Neubewertung des Wirkens des birmanischen Königs, der bis dahin überwiegend auf sein Leben als Krieger reduziert worden war, nicht aber als Geopolitiker und geschickter Diplomat von internationalem Format angesehen wurde.
Vor diesem Hintergrund ist der Goldene Brief Alaungphayas nicht nur als Unikat aus kunsthistorischer, sondern vor allem auch aus Sicht damaliger geopolitischer Beziehungen zwischen Großbritannien im Allgemeinen und der Ostindien-Kompanie im Besonderen auf der einen Seite und dem wiedererstarkenden Königreich Birma auf der anderen Seite von außerordentlicher Bedeutung.

### UNESCO-Weltdokumentenerbe
Im Jahre 2014 hatte die Gottfried Wilhelm Leibniz Bibliothek zusammen mit dem Kultusministerium von Myanmar und der British Library bei der UNESCO die Unterlagen für eine Nominierung des Goldenen Briefes als Weltdokumentenerbe eingereicht. Diesem Antrag wurde im Oktober 2015 stattgegeben. Seither gehört der Goldene Brief zum Weltdokumentenerbe in Deutschland.
Aufgrund des langjährigen Umbaus des Bibliothekgebäudes wurde die UNESCO-Urkunde erst anlässlich eines Festaktes am 29. März 2017 durch Verena Metze-Mangold, Präsidentin der deutschen UNESCO-Kommission an die Bibliotheksdirektorin Anne May übergeben. Dabei anwesend waren ebenfalls: Yin Yin Myint, Botschafterin Myanmars, Annabel Gallop, Vorsitzende der Südostasien-Sammlung der British Library, Heinrich Prinz von Hannover als Vertreter des Welfenhauses sowie Gabriele Heinen-Kljajić, damalige niedersächsische Ministerin für Wissenschaft und Kultur.